# Neuf-Mesnil
Neuf-Mesnil är en kommun i departementet Nord i regionen Hauts-de-France i norra Frankrike. Kommunen ligger i kantonen Hautmont som tillhör arrondissementet Avesnes-sur-Helpe. År 2022 hade Neuf-Mesnil 1 296 invånare.

## Befolkningsutveckling
Antalet invånare i kommunen Neuf-Mesnil
| Referens: INSEE |